# 扬·延德克
扬·延德克（1931年7月5日—2002年12月7日），斯洛伐克男子冰球运动员。他曾代表捷克斯洛伐克国家队参加1956年冬季奥林匹克运动会冰球比赛，结果队伍获得第五名。